# Биели (Ленинский район)
Биели (укр.  Бієлі, крымскотат. Biy Eli, Бий Эли) — исчезнувшее село в Ленинском районе Республики Крым, располагавшееся на востоке района и Керченского полуострова, примерно в 1 км к югу от современного села Октябрьское.

## История
Впервые, как деревня Биелит, в доступных источниках селение встречается в «Описании городов отошедших по мирному 1774 года с Оттоманскою Портою трактату в Российское владение и принадлежащей к ним земли, с некоторым географическим известием инженер-подполковника Томилова»" 1774 года.
По «Ведомости о казённых волостях Таврической губернии 1829 года», Биели, после реформы волостного деления 1829 года, отнесли к Чурубашской волости (переименованной из Аккозской). На картах 1836 и 1842 года Биели обозначен с 80 дворами.
В 1860-х годах, после земской реформы Александра II, деревню приписали к Керчь-Еникальскому градоначальству, но никаких сведений, кроме отметки на трёхверстовой карте Шуберта 1865—1876 года, на которой в деревне Биели обозначено 12 дворов, в доступных источниках более не встречается.